# Heteroconium triticicola
Heteroconium triticicola är en svampart som beskrevs av Kwasna & G.L. Bateman 2008. Heteroconium triticicola ingår i släktet Heteroconium och familjen Antennulariellaceae.   Inga underarter finns listade i Catalogue of Life.